# Robert och Thomas Wintour
Robert Wintour, född 1568 i Yorkshire, död 30 januari 1606 i London, och Thomas Wintour, född 1571 eller 1572 i Yorkshire, död 31 januari 1606 i London, var två bröder som försökte lönnmörda Jakob I av England genom att spränga det engelska överhuset i Westminsterpalatset, i vad som kallas för krutkonspirationen 1605. Brödernas efternamn stavades ibland "Winter", men denna stavning användes sällan av dem själva utan de använde i så fall den alternativa stavningen "Wyntour". Thomas var en av de första konspiratörerna att ansluta sig medan Robert värvades tidigt under 1605.
Robert var en trogen katolik som av jesuiten John Gerard beskrevs som "en av de visaste och mest beslutsamma [...] gentlemännen i Worcestershire". Han var en intelligent, kvick och välutbildad person som kunde tala latin, italienska, spanska och franska utöver sitt engelska modersmål. Thomas arbetade som vasall åt William Parker, 4:e baron Monteagle. Thomas var utbildad till advokat, men efter att han hade dragit runt i flera år valde han att åka till Flandern, där han gick med i den engelska armén och slogs bland annat mot det katolska Spanien i Nederländerna. Vid 1600 hade Thomas åsikter förändrats; han kände att det inte längre var rättfärdigt att strida mot Spanien och, liksom sin bror, blev han en trogen katolik.
Brödernas exakta roll i krutkonspirationen är oklar, men Thomas arbetade mycket med att få hjälp till konspirationen från katoliker ute i Kontinentaleuropa och han var särskilt intresserad av hjälp från Spanien. Den 5 november 1605, när nyheten spreds om att Guy Fawkes hade misslyckats med sitt uppdrag och blivit gripen, flydde bröderna tillsammans med flera av de andra konspiratörerna till Holbeche House, nära gränsen till Staffordshire. På morgonen den 8 november anlände Richard Walsh, som var High Sheriff of Worcestershire, tillsammans med en styrka på omkring tvåhundra man till Holbeche House och en eldstrid bröt ut. Thomas blev träffad i axeln och greps sedermera. Robert däremot hade flytt föregående natt och greps först två månader senare. I rättegången som hölls mot de överlevande konspiratörerna den 27 januari 1606 blev det en fällande dom i högförräderi för samtliga. Robert avrättades den 30 januari 1606 och Thomas dagen därpå, båda genom hängning, dragning och fyrdelning.

## Biografi

### Liv före 1604

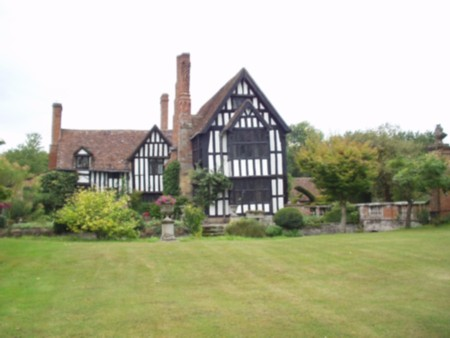
Bröderna Wintour växte upp i Huddington Court i Worcestershire.

Robert (född 1568) och Thomas Wintour (född 1571 eller 1572) var söner till George Wintour vid Huddington Court i Worcestershire och hans fru Jane (vars flicknamn var Ingleby), som var dotter till sir William Ingleby vid Ripley Castle i närheten av Knaresborough. De hade en syster, Dorothy, som gifte sig med konspiratören John Grant. Författaren Alan Haynes nämner ytterligare en syster, Anne Winter, som skulle ha varit gift med John Ashfield, men detta är en osäker uppgift eftersom inga andra källor hävdar detta. Bröderna Wintour hade två styvsyskon, John och Elizabeth, som kom till under deras faders äktenskap med Elizabeth Bourne, sedan hans tidigare fru Jane hade avlidit. Deras farföräldrar var Robert Wintour vid Cavewell i Gloucestershire och hans fru Catherine, dotter till sir George Throckmorton vid Coughton Court i Warwickshire. Då Robert och Thomas var besläktade med familjen Throckmorton kunde de hävda ett visst släktskap med två av de andra konspiratörerna, nämligen Robert Catesby och Francis Tresham. Deras morbror Francis Ingleby, som var en katolsk präst, blev hängd, dragen och fyrdelad i York 1586, vilket enligt författaren Antonia Fraser lämnade ett starkt intryck på hela släkten Wintour. Namnet "Wintour" togs från de kymriska orden "Gwyn Tour", vilka betyder "vitt torn". Den alternativa stavningen "Wyntour" användes ibland vid underskrifter men sällan stavningen "Winter", som bröderna ibland benämns.

#### Roberts utbildning och verksamhet
Robert var en trogen katolik och han gifte sig med Gertrude Talbot, dotter till John Talbot vid Grafton Manor. Han ärvde Huddington Court, som låg i närheten av Worcester och var byggt i tudorstil, men även en smärre förmögenhet som han brukade på ett generöst sätt. Under Roberts ägo blev Huddington Court en välkänd fristad för präster. Robert beskrevs vara en man som gick något framåtböjd och han hade kort brunt hår och skägg. Jesuiten John Gerard beskrev Robert som "en av de visaste och mest beslutsamma [...] gentlemännen i Worcestershire". Gerards kommentar var inte enbart smicker eftersom Robert var en intelligent, kvick och välutbildad person som kunde tala latin, italienska, spanska och franska utöver sitt engelska modersmål.

#### Thomas utbildning och verksamhet
Thomas arbetade som vasall åt William Parker, 4:e baron Monteagle. Han var utbildad till advokat, men efter att han hade dragit runt i flera år valde han att åka till Flandern, där han gick med i den engelska armén. Thomas slogs mot det katolska Spanien i Nederländerna och möjligtvis mot Turkiet i Centraleuropa. Vid 1600 hade hans åsikter förändrats; han kände att det inte längre var rättfärdigt att strida mot Spanien och, liksom sin bror, blev han en trogen katolik. Thomas reste nu under namnet "Mr. Winter of Worcestershire" och från och med den 24 februari 1601 tillbringade han tretton dagar i Rom, för att fira det heliga året. Under 1601 och 1602 reste Thomas till Spanien som sändebud för att försöka nå en överenskommelse på begäran av de katolska rebeller som var utan ledare sedan Robert Devereux, 2:e earl av Essex hade avrättats för sitt uppror mot Elisabet I av England. Fader Henry Garnet, som möjligtvis antog att Thomas syfte var att få ekonomiskt stöd för de fattiga engelska katolikerna, skickade honom till den högre uppsatte prästen Joseph Creswell, som hjälpte Thomas att bli introducerad för spanjorerna. Denna resa till Spanien var den första av två resor som senare kom att bli kallad för det "spanska förräderiet" av den engelska regeringen. Tidpunkten då Thomas valde att resa var dåligt vald eftersom den kom så pass kort tid efter Spaniens misslyckade belägring på Irland och han fick enbart vaga försäkringar om att Spanien skulle hjälpa honom. Tillbaka i England träffade Thomas Juan de Tassis y Acuña, 1:e greve av Villamediana på den spanska ambassaden; Villamediana var i England för att försöka få till en pakt mellan Spanien och England. Thomas sade till Villamediana att med rätt finansiering skulle så många som tretusen katoliker kunna vara inblandade i upproret, men när Villamediana hörde detta avfärdade han snabbt Thomas förfrågan. Efter att Villamediana haft sin audiens hos Jakob I av England skrev han till Spanien, där han betonade vikten av att sluta fred med engelsmännen över att Englands katoliker skulle få sin religionsfrihet.

### Medverkan i krutkonspirationen

#### Thomas går med i konspirationen
| ”                | Jag stannade kvar i landet tillsammans med min bror för alla helgons dag i detta, vår Herres år, 1603; det första året för våran konung, när herr Catesby bad mig att komma till London, där han och hans vänner skulle bli glada att få träffa mig. Jag bad honom att ursäkta mig, för jag fann inte mig själv särskilt benägen och (vilket aldrig har hänt mig förr) jag skickade tillbaka budbäraren utan mitt sällskap. Kort därefter mottog jag ett annat brev som bad mig komma ändå. Vid denna andra kallelse fann jag honom tillsammans med herr John Wright vid Lambeth, där han förklarade för mig hur viktigt det var att jag inte övergav mitt land (för han visste då att jag hade ett beslut att fatta) utan istället föra henne bort från det stadium av slaveri i vilket hon förblev, eller att åtminstone hjälpa henne med våra yttersta försök. | „ |
| – Thomas Wintour | |   |

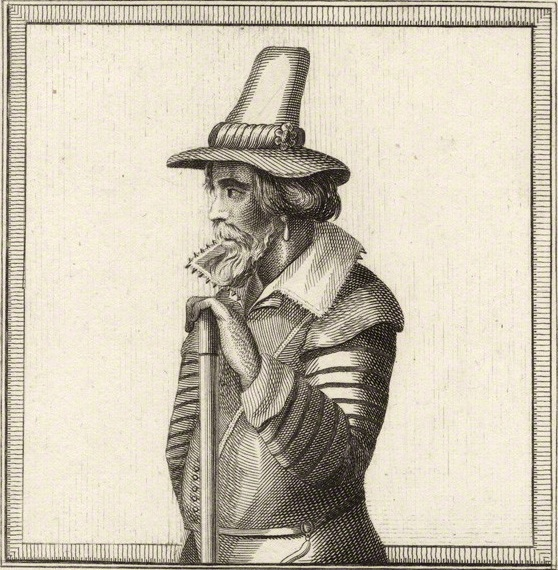
Enligt samtida källor bjöds Thomas Wintour (på bilden) in till ett möte med sin kusin Robert Catesby i februari 1604 för att diskutera krutkonspirationen.

Enligt samtida källor bjöds Thomas in till ett möte med Catesby i februari 1604. Mötet skulle äga rum i Catesbys hem i Lambeth, men Thomas fick förhinder och kunde inte deltaga. Catesby skickade då honom ett andra brev som Thomas svarade på och när han anlände till mötet såg han att även John Wright var närvarande. Catesby var missbelåten med Jakobs utövande av kungamakt och planerade därför att lönnmörda kungen i ett sprängdåd mot det engelska överhuset i Westminsterpalatset. I det följande upploppet skulle Catesby hetsa folket att göra revolt och få dem att kröna Elisabet Stuart till drottning. Thomas tog inte direkt avstånd från Catesbys planer och eftersom han var en tidigare soldat var han praktiskt lagd. Han höll med Catesby om att utifall att planerna skulle lyckas skulle de skapa förändringar i England. Thomas gav dock ett varnande ord om att ifall planerna skulle misslyckas skulle förmodligen även deras katolska vänner fördöma deras handlingar. Dock bestämde sig Thomas för att vara delaktig i konspirationen från och med detta möte. Catesby hade inte gett upp hoppet om att få hjälp från utlandet och på grund av detta bestämde sig Thomas för att återigen bege sig ut i Kontinentaleuropa.
I Flandern mötte Thomas Juan Fernández de Velasco, 5:e hertig av Frías, som kort därefter begav sig till London för att skriva under Londonfördraget. Thomas betonade återigen den svåra situation som Englands katoliker upplevde, i hopp om att påverka avtalsförhandlingarna som skulle äga rum i Somerset House. Frías visade sig dock vara mer vänlig än vad han var tillmötesgående. Thomas träffade också den walesiska spionen Hugh Owen samt William Stanley, som båda var nedsättande mot Catesbys planer att få spanskt stöd för sin konspiration. Dock introducerade Owen Thomas för Guy Fawkes, som var en trogen katolik som tjänat under Stanley som soldat i de södra Nederländerna. Thomas fick med Fawkes på de något vaga planerna att "göra något i England om freden med Spanien inte hjälper oss." Sent i april 1604 återvände de båda männen till Catesbys hem i Lambeth, där de berättade för Catesby att även om Spanien inte var emot deras planer tänkte de inte skicka något stöd till dem; något som Catesby redan verkade ha förväntat sig. Filip III av Spanien slöt sedan fred med England i augusti 1604.

#### Robert går med i konspirationen

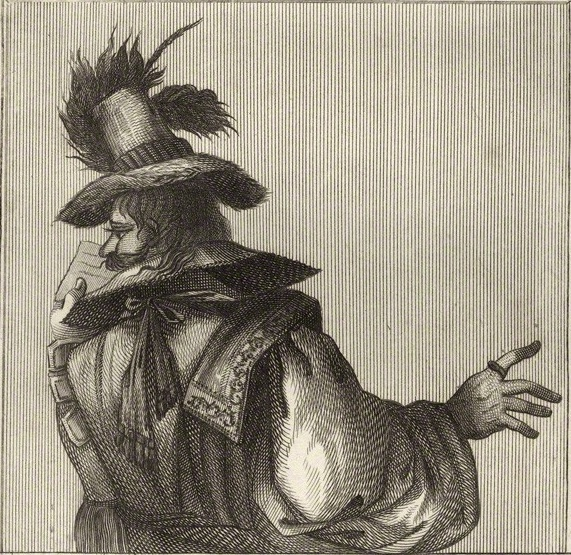
Robert Wintour gick med i krutkonspirationen tidigt under 1605.

Efter att Thomas Percy, Wrights svåger, värvats möttes de fem konspiratörerna på värdshuset Duck and Drake i London den 20 maj 1604. Från denna tidpunkt var Thomas Wintour alltid nära hjärtat av konspirationen. Konspiratörerna hyrde flera fastigheter i London, däribland en i Lambeth som användes för att tillfälligt lagra de kruttunnor som skulle användas i sprängdådet. Dessa transporterades sedan över Themsen till den slutgiltiga destinationen: ett källarvalv som låg precis under det engelska överhuset i Westminsterpalatset. Konspiratörerna kan också ha grävt en tunnel under Westminsterpalatset, men några bevis för tunnelns existens har aldrig påträffats. Catesby bestämde sig nu för att värva fler katolska konspiratörer, däribland Robert, som gick med i konspirationen någon gång mellan januari och den 25 mars 1605. Det var denna dag i mars som konspiratörerna lyckades införskaffa hyreskontraktet för källarvalvet. I detta rum ställdes de trettiosex kruttunnorna, men när Thomas och Fawkes undersökte dessa sent i augusti samma år märkte de att krutet hade blivit obrukbart. På grund av detta togs fler kruttunnor in och de gömde dessa tunnor bakom ved som de också hade med sig.

#### Fler konspiratörer värvas och planerna färdigställs
En kort tid efter detta värvade Catesby de tre sista konspiratörerna: Ambrose Rookwood, Everard Digby och Francis Tresham. Treshams inblandning i konspirationen är kontroversiell eftersom hans svåger (William Parker, 4:e baron Monteagle) mottog ett anonymt brev den 26 oktober 1605, i vilket han ombads hålla sig borta från öppnandet av parlamentet. Thomas följde med Catesby när de gick för att konfrontera Tresham om brevet och de hotade med att "hänga honom" om han inte kunde bevisa att det inte var han som hade skickat brevet. Tresham lyckades övertyga de båda att han var oskyldig, men Thomas bad nu förgäves Catesby att ge upp planerna om att spränga det engelska överhuset. Catesby gick inte med på detta och i ett möte som de hade tillsammans med Percy i London söndagen den 3 november höll Percy med Catesby och sade sig kunna "stå ut med den yttersta prövningen" för att planerna skulle lyckas. Det är även möjligt att planerna ändrades något denna dag eftersom Percy senare ska ha setts hemma hos Henry Frederick, prins av Wales. Catesby hade nämligen en vecka tidigare fått reda på att prins Henry förmodligen inte skulle vara närvarande vid öppnandet av parlamentet. Catesby var därför vid denna tidpunkt tillsammans med Fawkes vid White Webbs, där de diskuterade möjligheten att kidnappa prins Henry istället för Elisabet Stuart. Under samma dag som mötet hölls mellan Thomas, Catesby och Percy var Robert och tre andra personer hos Roberts svärfar, John Talbot. Hans vänner där var Robert Acton, hans två söner och några vasaller. De lämnade huset på morgonen den 4 november, ridandes på hästar som Digby hade skaffat åt dem, och de begav sig av mot Coventry.

#### Konspirationens misslyckande
Monteagle var osäker på det anonyma brevets innehåll så han skickade det till Robert Cecil, 1:e earl av Salisbury, som var Secretary of State vid tillfället. Salisbury kände till att något var i görningen redan innan han mottog Monteagles brev, men han visste inte exakt vad som skulle hända eller vilka som skulle vara inblandade. Han hade därför gjort ett aktivt val att vänta och se. När brevet visades upp för kung Jakob den 1 november 1605 kände han att det antydde något som berörde eld och krut; möjligtvis i stil med de explosioner som föregick mordet på hans far, Henry Stuart, lord Darnley, den 10 februari 1567. På lördagen den 2 november bestämde sig riksrådet för att parlamentet skulle genomsökas. På måndagen den 4 november genomfördes den första genomsökningen, ledd av Thomas Howard, 1:e earl av Suffolk, och då fann de en stor hög med kvistar som låg i ett hörn i källarvalvet under det engelska överhuset. Jakob beordrade att ännu en genomsökning skulle genomföras, vilket skedde runt midnatt natten till den 5 november. Denna genomsökning leddes av Thomas Knyvet, 1:e baron Knyvet och de fann då Fawkes i källarvalvet under det engelska överhuset, där han vaktade kruttunnorna. Fawkes greps på plats. Nyheten om Fawkes gripande spreds som en löpeld genom London och när Christopher Wright, John Wrights bror, fick reda på nyheten gick han direkt till Thomas, som vid tillfället befann sig på värdshuset Duck and Drake. Då Fawkes hade uppgett att hans namn var John Johnson och att han var vasall åt Percy var det den senare som myndigheternas första arresteringsorder berörde. Thomas listade ut detta och bad Christopher att snabbt ta sig till Percy för att säga åt honom att fly. Flera av konspiratörerna flydde nu London, men Thomas tog sig till Westminster för att försöka få reda på all information han kunde. Enligt Haynes uppvisade detta vilket förtroende Thomas hade för Fawkes förmåga att förvirra de som förhörde honom, men så fort Thomas fick reda på att konspirationen var upptäckt flydde han mot Huddington, där han på vägen stannade till vid sin systers hus i Norbrook.

#### Konspiratörernas flykt
Runt klockan 18.00 nådde konspiratörerna Catesbys familjehem i Ashby St. Ledgers. För att inte blanda in sin mor valde Catesby att skicka ett meddelande till Robert, där han bad att de skulle träffas precis utanför staden. Robert hade under tiden lyckats få med sig Stephen och Humphrey Littleton samt några andra ryttare på vägen, men han lämnade dessa för att bege sig mot Catesbys hem. Robert gick med på att träffa Catesby utanför staden och under mötet berättade Catesby att Fawkes hade blivit gripen. Vid Dunchurch mötte de Digby och hans jaktlag (i verkligheten var dessa enbart en grupp beväpnade män på hästar), i vilket Robert och Thomas styvbror John Wintour ingick och John hade blivit inbjuden att gå med i jaktlaget den 4 november.

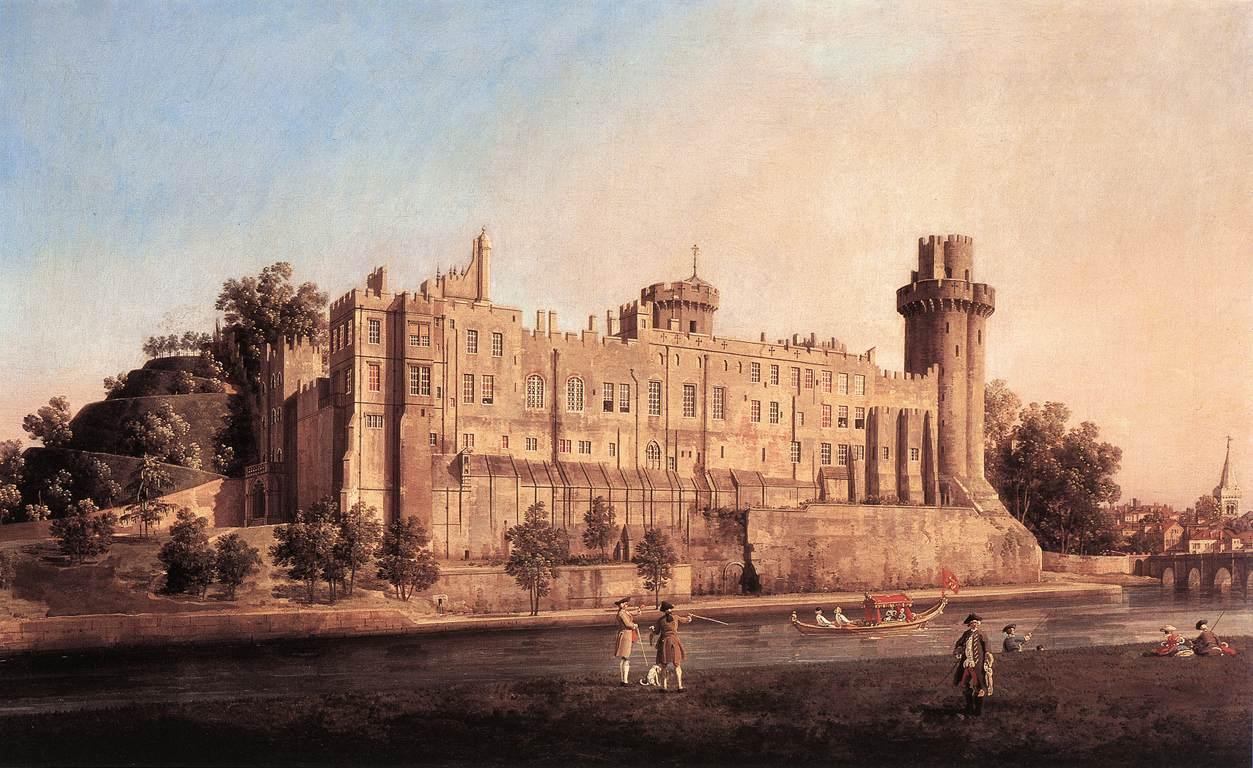
Den 6 november 1605 plundrade konspiratörerna Warwick Castle, vilket Robert Wintour var starkt emot eftersom han ansåg att det skulle skapa tumult i landet.

Den 6 november plundrade gruppen Warwick Castle (detta var något som Robert var starkt emot eftersom han ansåg att det skulle skapa tumult i landet) och de fortsatte sedan västerut mot Alcester innan de slutligen stannade vid Huddington runt 14-tiden samma dag. Vid Huddington Court träffade de Thomas. Tidigt nästa morgon höll de en mässa tillsammans med fader Nicholas Hart, som också hade hört deras bekännelser; detta tolkade Fraser som att konspiratörerna visste att de inte hade lång tid kvar att leva. Konspiratörerna samlade nu på sig fler vapen och mer ammunition vid Hewell Grange i Tardebigge, Worcestershire och de försökte samtidigt utan framgång att värva fler rebeller. Den 7 november tog de sig till Holbeche House, nära gränsen till Staffordshire. Robert blev tillfrågad om inte han kunde undersöka om hans svärfar John Talbot kunde bistå konspiratörerna med hjälp, men Robert vägrade. Istället fick Thomas Wintour och Stephen Littleton gå och undersöka detta. John Talbot visade sig dock vara lojal mot Jakob och han skickade iväg Thomas och Stephen. När de båda var på väg tillbaka till Holbeche House fick de reda på att Catesby, Rookwood, Grant och ytterligare en man var döda samt att de resterande konspiratörerna hade flytt fältet. När de fick detta meddelande valde Stephen att fly på egen hand och han uppmanade Thomas att göra detsamma. Thomas lyssnade inte på honom utan fortsatte mot Holbeche House, där han såg att konspiratörerna var vid liv, men att några av dem var skadade. Vad som hade hänt var att det krut som konspiratörerna hade med sig var dyblött från regnet och de valde att lägga ut krutet framför en öppen eld för att försöka få det att torka. En gnista från elden hade då landat på krutet och flammorna som skapades uppslukade Catesby, Rookwood, Grant och en man vid namn Morgan (som var med i Digbys jaktlag). Catesby och Rookwood sades klarat sig "någorlunda väl" från elden, men Grant förblindades av flammorna och hans ögon har beskrivits som att vara "helt utbrända".

#### Striden i Holbeche House och bröderna Wintours gripanden
Några av konspiratörerna valde nu att fly under nattens gång, däribland Robert och hans styvbror John. De som stannade kvar var Catesby, Percy, bröderna Wright, Grant, Rookwood och Thomas. När Thomas frågade dem vad deras plan var fick han svaret: "Vi ämnar att dö här." Thomas svarade dem: "Jag kommer att delta på samma sätt som er." På morgonen den 8 november anlände Richard Walsh, som var High Sheriff of Worcestershire, tillsammans med en styrka på omkring tvåhundra man till Holbeche House och en eldstrid bröt ut. Thomas var den första att bli träffad och skottet tog i hans axel när han försökte korsa gårdsplanen. Efter Thomas träffades bröderna Wright och Rookwood, som fortfarande var skadad efter flammorna kvällen innan. Både Catesby och Percy dog när de träffades av samma skott, skjutet av John Streete av Worcester. Sheriffens män började nu plundra och klä av konspiratörerna, men Thomas undgick detta öde tack vare sheriffens assistent. Thomas praktfulla svärd, som han hade beställt och betalat för fyra månader tidigare, visade sig dock vara en för stor frestelse för sheriffens män och det sågs aldrig till igen. Thomas och de andra konspiratörerna togs först till Worcester och sedan till Towern.
Trots att myndigheterna hade gått ut med ett offentligt tillkännagivande över de efterlysta konspiratörerna den 18 november höll sig Robert Wintour och Stephen Littleton på flyende fot fram till den 9 januari 1606. De hade då tillbringat två månader på flykt, där de gömde sig i lador och hus och vid ett tillfälle var de tvungna att spärra in en berusad tjuvjägare som hade upptäckt deras gömställe. De avslöjades till slut i Humphrey Littletons hem i Hagley sedan en kock vid namn John Finwood hade informerat myndigheterna om deras tillhåll. Humphrey lyckades fly, men greps senare i Prestwood, Staffordshire.

#### Thomas erkännande

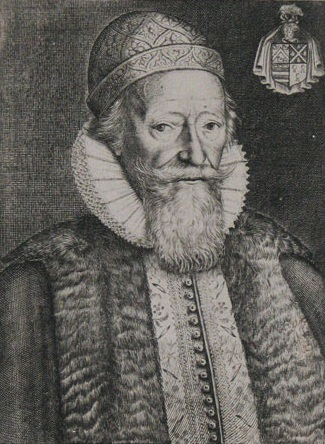
William Waad, som var Lieutenant of the Tower of London vid tidpunkten, kan ha förfalskat Thomas Wintours underskrift som användes på hans erkännande.

Historiskt sett härrör mycket av den information som är nedskriven om krutkonspirationen från Thomas erkännande, vilket är daterat till den 23 november 1605; detaljer om det så kallade "spanska förräderiet" lades till tre dagar senare. Thomas erkännande (vilket var ett av enbart två erkännanden som trycktes i den mycket partiska skriften King's Book, som var en samtida skildring över krutkonspirationen) var det enda erkännandet som myndigheterna fick in från en konspiratör som hade varit med från början. Fawkes erkände också, men även om han var en central person inom konspirationen var inte han inte med från första början. Dock anser Fraser att Thomas erkännande är misstänkt, främst eftersom Thomas underskrift lyder "Thomas Winter" istället för den underskrift han vanligen använde sig av, nämligen "Thomas Wintour" (stavningen "Winter" var den stavning som alltid användes av myndigheterna). Underskriften kan därför ha varit en förfalskning av William Waad, som var Lieutenant of the Tower of London vid tidpunkten, då den gjordes enbart några få veckor efter Thomas hade blivit skjuten i axeln vid Holbeche House. Författaren Mark Nicholls däremot anser att underskriften absolut är gjord av Thomas, vilket han bevisar genom likheterna handstilarna emellan. Haynes håller med Nicholls och säger att misstaget är för uppenbart för att ha gjorts medvetet i ett så pass viktigt statligt dokument.
En annan av Frasers misstankar riktas mot Waads rapport till Salisbury den 21 november, i vilken han skrev att Thomas kände att hans hand nu var så pass stark att han skulle skriva ned sitt erkännande (vilket tidigare bara hade avgetts muntligen). Waad skrev även att Thomas skulle lägga till några detaljer som han hade kommit ihåg i efterhand, vilket Fraser tolkar som att dessa detaljer var sådant som Waad ville att Thomas skulle erkänna. Ett utkast av Thomas erkännande, skrivet i Edward Cokes handstil, lägger extra tyngd vid att jesuiterna var inblandade i konspirationen. I erkännandet nämner Thomas även den tunnel som sägs ha grävts under Westminsterpalatset, vilken inte nämns i Fawkes första erkännande.

#### Rättegången mot konspiratörerna och deras avrättningar
Rättegången mot de åtta överlevande konspiratörerna påbörjades den 27 januari 1606. Konspiratörerna togs till Whitehall från Towern och de hölls sedan ett tag i Stjärnkammaren innan de leddes in i  Westminster Hall (Thomas Bates anlände inte till Westminster Hall tillsammans med de andra konspiratörerna; då fängelserna skilde fångarna åt beroende på deras samhällsklass var Bates, som var av lägre status, fängslad i Gatehouse istället för i Towern). Konspiratörerna blev anklagade för högförräderi, men samtliga anklagade, utom Digby, hävdade att de var oskyldiga. Konspiratörerna hade ingen försvarsadvokat som förde deras talan och därför var resultatet av rättegången mer eller mindre bestämd redan i förväg. Åklagaren Edward Coke nämnde det "spanska förräderiet" i sin talan, men han talade samtidigt vördnadsfullt om den spanske kungen. Vidare fördömdes jesuiterna för sina handlingar. Efter detta lästes konspiratörernas erkännanden upp för dem. När de hade suttit fängslade i Towern hade Robert och Fawkes varit i cellerna bredvid varandra och det hade varit möjligt för dem att samtala. Dock avlyssnades deras privata samtal i smyg och transkriberingen av dessa samtal lästes även upp högt i domstolen. De anklagade fick sedan möjligheten att tala inför domstolen om varför de inte skulle bli dömda till döden. Thomas sade att han ångrade att han hade dragit in Robert i konspirationen och han bad om att få bli hängd för sin brors räkning samt att han skulle få bli hängd ensam. Robert däremot bad bara om barmhärtighet. Vid rättegångens slut blev utfallet en fällande dom i högförräderi för samtliga anklagade.
Digby, Robert, Grant och Bates avrättades på torsdagen den 30 januari 1606. På morgonen den dagen blev konspiratörerna fastbundna på varsin träram och på dessa drogs de med hjälp av en häst genom Londons gator fram till kyrkogården vid den västra delen av Sankt Paulskatedralen. Konspiratörerna vaktades hela vägen till katedralen, för att undvika att någon skulle försöka frita dem, men vakterna gjorde inga försök att hindra uppvisningen av konspiratörernas prekära situation. Först avrättades Digby och när det sedan blev Roberts tur att bli hängd, dragen och fyrdelad bad han först tyst för sig själv innan han avrättades. Dagen därpå fördes Robert Keyes, Rookwood, Thomas och Fawkes till Old Palace Yard i Westminster för att där bli hängda, dragna och fyrdelade. Thomas var den förste att föras till galgen. Det var brukligt för den dömde att få tillåtelse att hålla ett sista tal innan avrättningen, men Thomas (som var väldigt blek vid tillfället) sade bara att han inte hade tid att hålla något tal eftersom han hade förberett sig på att dö. Han tog ifrån jesuiterna allt ansvar för konspirationen, bad katolikerna att be för honom och han uttryckte sedan sin trohet till den katolska tron. Han hängdes enbart i ett fåtal sekunder innan han fick utstå resten av sitt straff. Robert och Thomas styvbror John avrättades i Red Hill, i närheten av Worcester, den 7 april samma år.